# Emilio Prados
Emilio Prados Such. (ur. 4 marca 1899 w Maladze, zm. 24 kwietnia 1962 w Meksyku) – hiszpański poeta, przedstawiciel Pokolenia 27.